# NGC 4578
NGC 4578 ist eine linsenförmige Galaxie mit aktivem Galaxienkern vom Hubble-Typ S0 im Sternbild Jungfrau nördlich der Ekliptik. Sie ist schätzungsweise 100 Millionen Lichtjahre von der Milchstraße entfernt. Unter der Katalognummer VCC 1720 ist sie als Mitglied des Virgo-Galaxienhaufens gelistet.

Das Objekt wurde am 18. Januar 1784 von dem Astronomen Wilhelm Herschel mithilfe seines 18,7 Zoll-Spiegelteleskops entdeckt.